# Sekemket
Sekemket ali Sehemhet (helenizirano v Tyréis), znan tudi po rojstnem imenu Džoser-teti, je bil faraon egipčanskega Starega kraljestva iz Tretje dinastije. Vladal je okoli 2648 do 2640 pr. n. št. Bil je verjetno brat ali najstarejši sin faraona Džoserja. Vladal je samo nekaj let, zato je o njem malo podatkov. Zgradil je stopničasto piramido v Sakari in zapustil dobro znan skalni napis v Vadi Magharehu na Sinajskem polotoku.

## Vladanje
Sekemket je vladal 6 do 7 let. Torinski seznam kraljev mu pripisuje 6 let, kar potrjujejo raziskave  njegove nedokončane  piramide, ki jih je opravila Myriam Wissa. Toby Wilkinson mu je podlagi rekonstuiranega Kamna iz Palerma pripisal 7 let. Grški zgodovinar Maneto ga imenuje Tyréis in pravi, da je vladal 7 let. Nabil Swelim mu v nasprotju z omenjenimi avtorji pripisuje kar 19 let vladanja, ker je prepričan, da je Sekemket vladar, katerega Maneto imenuje Tosertasis. Tako dolga vladanja ni skladna z njegovo nedokončano pogrebno piramido, zato egiptologi njegovo trditev zavračajo. 
Sekemketove dejavnosti so malo znane. Edina  ohranjena dokumenta, ki ga omenjata, sta skalna napisa v Vadi Maghara na polotoku Sinaju. Na prvem je Sekemket opodobljen dvakrat: enkrat s krono Gornjega Egipta (hedžet) in enkrat s krono Spodnjega Egipta (dešret). Na drugem napisu je prizor, znan kot »udrihanje po sovražniku«, na katerem Sekemket drži sovražnika za lase, da bi ga ubil z obrednim žezlom. Prisotnost teh reliefov na Sinaju kaže, da so med njegovo vladavino izkoriščali lokalne rudnike turkiza in bakrove rude. Te rudnike so očitno izkoriščali v celi zgodnji Tretji dinastiji, ker so v Vadi Maghara  odkrili tudi Džoserjeve in Sanaktove napise.
Na Elefantini so odkrili več glinastih pečatov z nenavadnim nebti imenom skupaj s Sekemketovim Horovim imenom. Egiptolog Jean Pierre Pätznik bere nebti ime kot Ren nebti, kar pomeni Dve gospe sta zadovoljni z njegovim imenom. Za to ime še vedno ni jasno, ali je njegovo ali morda pripada še neznani kraljici.

## Družina
Sekemketova žena bi lahko bila Džereretnebti, čeprav ob njenem imenu ni nobenega kraljevskega naslova. Branje in pravi pomen njenega imena sta še vedno sporna. Ime se lahko prebere tudi  kot Djeser-Ti. Slednje se ujema s kartušnim imenom  Djeser-Teti na Sakarskem seznamu kraljev, ki pripada neposrednemu Džoserjevemu nasledniku. Sekemket je zagotovo imel sinove in hčerke, vendar njihovih imen še niso odkrili.

## Grobnica
Sekemketovo ali Pokopano piramido je prvi izkopaval egiptovski arheolog Zakaria Goneim. Pod piramido je odkril zapečaten sarkofag, za katerega se je izkazalo, da je prazen.

### Piramida
Sekemketova piramida je bila zasnovana kot stopničasta piramida s kvadratno osnovno ploskvijo s stranico 220 vatlov (115,5 m). Piramida naj bi imela šest ali sedem stopnic in bila visoka 140 vatlov (73,5 m). Njen naklon bi bil 51˚50', se pravi enak naklonu Meidumske in Velike piramide v Gizi. Zgrajena naj bi bila iz blokov apnenca, tako kot Džoserjeva piramida. Piramida ni bila dokončana, morda zaradi nenadne faraonove smrti. Dokončana je bila samo prva stopnica, zato imajo njeni ostanki videz ogromne pravokotne mastabe.

### Podzemni prostori
Vhod v Sekemketovo grobnico je na severni strani piramide. Odprt. 60 m dolg odprt prehod vodi navzdol do navpičnega jaška, po katerem naj bi bil dostop v piramido z njene druge stopnice. 
Od tu dalje vodi drug prehod navzdol do v obliki črke U oblikovane podzemne galerije z najmanj 120 skladiščnimi prostori. Celotna galerija je podobna  ogromnemu glavniku.  Malo pred pogrebno sobo se prehod razcepi v še tri skladiščne galerije, razporejene v obliki črke U okoli pogrebne sobe. Te galerije niso bile nikoli dokončane. 
Pogrebna soba meri 8,8  x 5,1 m. Visoka je 4,5 m. Tudi pogrebna soba ni bila dokončana, je pa skoraj povsem pripravljena za pokop. Sredi prostora je nenavadno oblikovan sarkofag iz poliranega alabastra: odprtina je na čelni strani sarkofaga in se zapira z drsnimi vrati. Ob odkritju so bila vrata še vedno zazidana z malto, vendar se je kasneje izkazalo, da je sarkofag prazen. Še vedno ni jasno ali so ga izpraznili roparji grobov ali je bil faraon pokopan nekje drugje. 
Med izkopavanje leta 1950 so arheologi odkrili školjkasto oblikovano zlato posodo, dolgo 1,4 m. Posoda je razstavljena v Kairskem muzeju.

### Pokopališki kompleks
Ker Sekemketova nekropola nikoli ni bila dokončana, je težko reči, katere kultne zgradbe je faraon uspel zgraditi. Dvorišče piramide  je bilo obzidano nišastim obzidjem, dolgim 564 m, širokim 185 m in visokim 10 m. Edina arheološko ohranjena kultna zgradba je južna grobnica, katere izmere so ocenjene na 32 x 16 m. Podzemne zgradbe, vključno ozkim prehodom, se začnejo na zahodni strani grobnice in končajo v dvojni sobi. V tej sobi je Jean-Philippe Lauer leta 1963 odkril grob dve leti starega otroka, katerega identiteta ostaja neznanka. Edino dokazano dejstvo o njem je, da ni Sekemket, ker  je bil vedno upodobljen kot mladenič.
Arheologi in egiptologi so kljub temu, da je bila odkrita samo ta zgradba, prepričani, da sta na pokopališkem kompleksu obstajala pogrebni tempelj in serdab, vendar sta bila že v antiki porušena zaradi kraje kamna za gradnjo drugih kultnih zgradb. 